# Paul von Blankenfelde

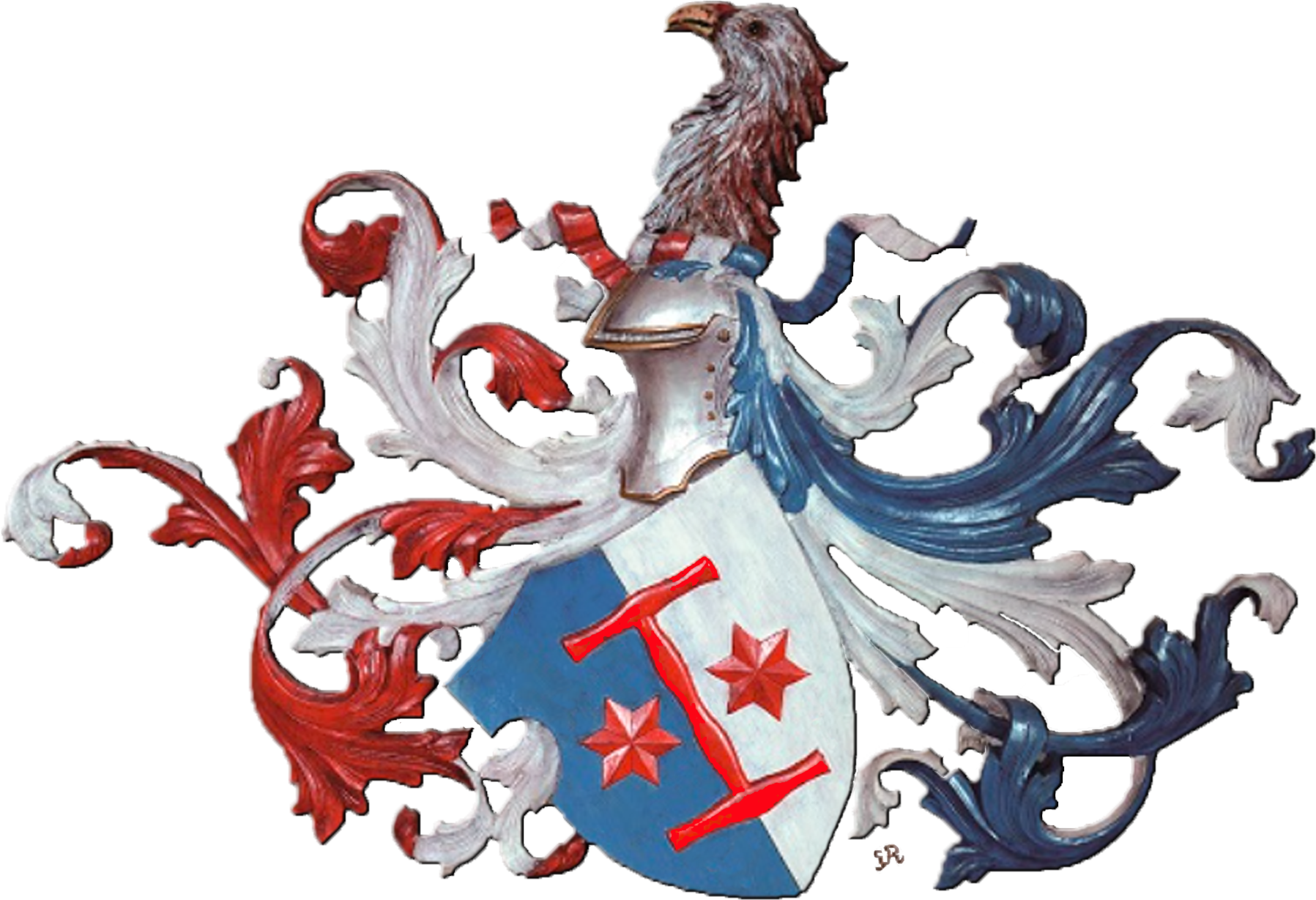
Wappenschild des Adelsgeschlechts von Blankenfelde

Paul von Blankenfelde (* um 1365; † 22. Oktober 1436) war Berliner Bürgermeister.
Er stammt aus der Berliner Patrizierfamilie Blankenfelde, die insgesamt sieben Berliner Bürgermeister stellte. Auch sein Vater Peter von Blankenfelde und seine Söhne Wilhelm von Blankenfelde und Johannes II. von Blankenfelde waren Berliner Bürgermeister. Er selbst hatte das oberste Staatsamt in den Jahren 1401/1402, 1403/1404, 1405/1406, 1407/1408, 1419/1420, 1421/1422, 1423/1424, 1425/1426, 1427/1428 und 1429/1430 im obligatorischen jährlichen Wechsel inne.

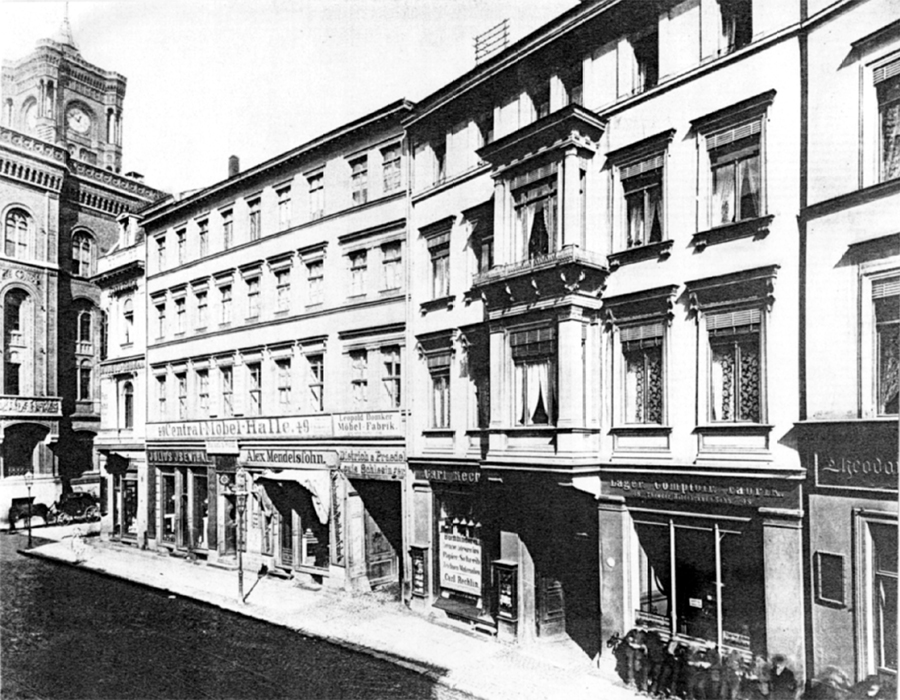
Das Blankenfelde-Haus in der Spandauer Straße im Jahr 1871

Er war Lehns- und Grundherr in Seefeld und bezog aus den Dörfern Herzfelde, Werder, Rüdersdorf, Altena und Hennickendorf Pacht- und Zinseinkünfte. Das in der Feuersbrunst im Sommer 1380 vernichtete Stammhaus der Familie in der Spandauer Straße 49 ließ er in massiver Steinbauweise wieder errichten.
Um 1390 heiratete Blankenfelde Anna, eine Angehörige der märkischen Familie Strohband. Er hatte mit ihr fünf Söhne und fünf Töchter. Dies zeigt ein von ihm gestiftetes Votivgemälde in der Klosterkirche, auf dem er mit seiner Frau, mit Wappen, fünf Söhnen und fünf Töchtern abgebildet ist. Nur fünf seiner Kinder erreichten das Erwachsenenalter. Die beiden Söhne wurden ebenfalls Bürgermeister.
Blankenfelde hatte den Ruf, ein fähiger Stadtpolitiker zu sein. Bei Auseinandersetzungen zwischen der Stadt Frankfurt (Oder) und dem Kurfürsten oblag ihm die Rolle des Schiedsrichters. In der Rolle eines Hauptmanns des Berliner Heerbanns wurde er 1403 gegen die Herzöge von Pommern entsandt, mit denen Brandenburg in ständiger Fehde lag.
1426 zog Blankenfelde zusammen mit Bürgermeister Sebastian von Welsickendorf und Henning Strohband und dem Cöllner Thomas Wins wieder gegen die Pommern, die durch einen Verrat Prenzlau genommen hatten, diese wurden besiegt. Die erfolgreiche Allianz führte endgültig zum Zusammenschluss der Städte Berlin und Cölln.